# تپه ارمناک
تپه ارمناک مربوط به سدهٔ ۸–۶ ه.ق است و در شهرستان میاندوآب، بخش مرکزی، دهستان زرینه رود جنوبی، ۵۰۰ متری جنوب روستای ارمناک علیا واقع شده و این اثر در تاریخ ۷ خرداد ۱۳۸۷ با شمارهٔ ثبت ۲۲۸۸۴ به‌عنوان یکی از آثار ملی ایران به ثبت رسیده است.